# Mariene ecoregio Lord Howe-eiland en Norfolk
De Mariene ecoregio Lord Howe-eiland en Norfolk (151) (Engels: Lord Howe and Norfolk Islands marine ecoregion) is een biogeografische regio en ligt in het zuidwesten van de Grote Oceaan in de Mariene provincie Lord Howe-eiland en Norfolk (36) in het Marien rijk Centrale Indo-Pacific. De mariene ecoregio is vastgesteld door het World Wide Fund for Nature en The Nature Conservancy en is vernoemd naar Lord Howe-eiland en Norfolk.
In het noorden grenst het gebied aan de mariene ecoregio Nieuw-Caledonië (149), in het zuidoosten aan de mariene ecoregio Three Kings-North Cape (197), in het zuidwesten aan de mariene ecoregio Manning-Hawkesbury (203) en in het noordwesten aan de mariene ecoregio Tweed-Moreton (202).

## Geografie
De mariene ecoregio ligt in het zuidwesten van de Grote Oceaan rond het Lord Howe-eiland en Norfolk tussen Australië en Nieuw-Zeeland en bestaat uit twee gebieden. Het westelijke gebied ligt rond Lord Howe-eiland en het oostelijke rond Norfolk. Beide gebieden liggen in de Tasmanzee.
Door het gebied stroomt het Tasmaans Front.

## Biogeografie
Het gebied kent zeeleven dat houdt van tropische temperaturen.